# Osthouse
Osthouse (Osthausen in tedesco) è un comune francese di 924 abitanti situato nel dipartimento del Basso Reno nella regione del Grand Est.
Nel paese sorgeva una sinagoga, costruita nel 1865, della quale rimangono però solo le rovine a causa dei nazisti che la distrussero durante la seconda guerra mondiale.

## Società

### Evoluzione demografica
Abitanti censiti